# デブラ・ムーニー
デブラ・ムーニー（Debra Mooney、1947年8月28日 - ）は、アメリカ合衆国の女優。

## 出演作品
- スキャンダル2 託された秘密
- メンタリスト シーズン4
- ＢＯＮＥＳ　ボーンズ　-骨は語る シーズン6
- グレイズ・アナトミー7
- しあわせの処方箋 シーズン2
- お兄ちゃんはデンマザー
- イレブンス・アワー
- ＥＲ XV　緊急救命室 第15シーズン
- コールドケース6
- プッシング・デイジー　～恋するパイメーカー～ シーズン2
- グレイズ・アナトミー5
- ボストン・リーガル　（シーズン4
- プライベート・プラクティス　迷えるオトナたち
- サイク/名探偵はサイキック? シーズン1
- ボストン・リーガル シーズン3
- マーメイドの祈り
- クローザー 第2シーズン
- エバーウッド 遥かなるコロラド シーズン4（エドナ・ハーパー）
- エバーウッド 遥かなるコロラド シーズン3（エドナ・ハーパー）
- ザ・プラクティス／ボストン弁護士ファイル シーズン8
- エバーウッド 遥かなるコロラド シーズン2（エドナ・ハーパー）
- エバーウッド 遥かなるコロラド シーズン1（エドナ・ハーパー）
- ザ・プラクティス／ボストン弁護士ファイル シーズン6
- ドメスティック・フィアー
- ザ・プラクティス／ボストン弁護士ファイル シーズン5
- ザ・プラクティス／ボストン弁護士ファイル シーズン4
- ＥＲ V　緊急救命室 第5シーズン
- メアリーとティム
- 一日の旅路
- 若すぎた英雄
- 第2章